# Staatsblad van het Koninkrijk der Nederlanden

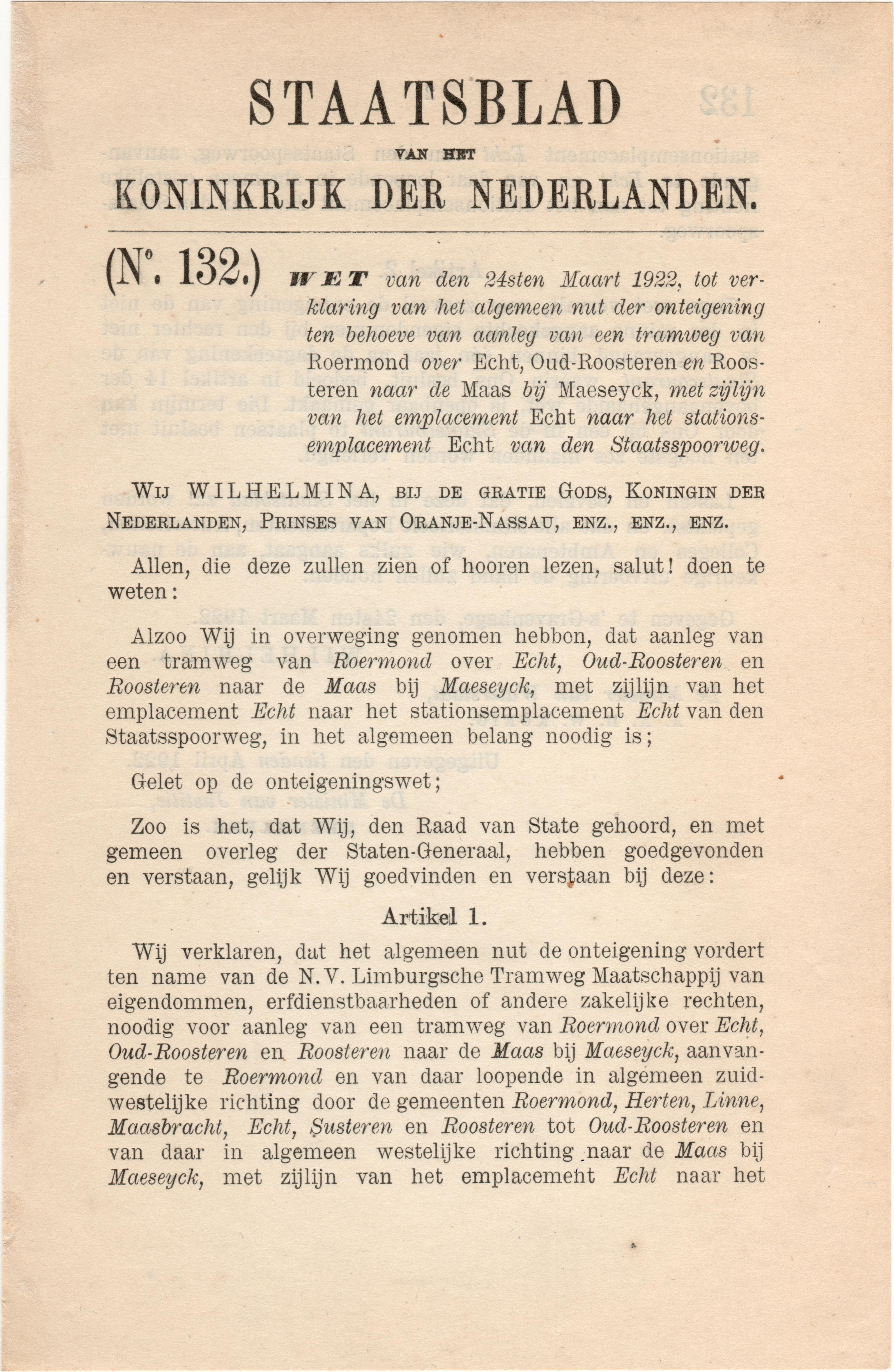
Staatsblad van het Koninkrijk der Nederlanden, nr. 132, uitgegeven door minister Heemskerk op 10 april 1922

Het Staatsblad van het Koninkrijk der Nederlanden is een blad waarlangs de Nederlandse regering wetten (in formele zin), algemene maatregelen van bestuur en andere koninklijke besluiten waarbij algemeen verbindende voorschriften worden vastgesteld, bekendmaakt. Het staatsblad wordt uitgegeven door de regering die hiervoor samenwerkt met Sdu. Sinds 1 januari 1995 wordt het Staatsblad gepubliceerd op officielebekendmakingen.nl.

## Bepalingen
Het functioneren van het staatsblad is bepaald in de Bekendmakingswet, die tevens het volgende bepaalt:
- Art. 1. lid 2: De uitgifte van het Staatsblad geschiedt elektronisch op een algemeen toegankelijke wijze.
- Art. 1. lid 3: Na de uitgifte blijft het Staatsblad elektronisch op een algemeen toegankelijke wijze beschikbaar.
- Art. 1. lid 4: Voor het inzien van het Staatsblad worden geen kosten in rekening gebracht.
- Art. 2. lid 1: De zorg voor de uitgifte van het Staatsblad berust bij de Minister van Veiligheid en Justitie.
- Art. 6: Een besluit tot vaststelling van het tijdstip waarop een wet, een algemene maatregel van bestuur of een vanwege het Rijk anders dan bij wet of algemene maatregel van bestuur vastgesteld algemeen verbindend voorschrift in werking treedt, wordt bekendgemaakt op dezelfde wijze als waarop die regeling zelf is bekendgemaakt. Een koninklijk besluit tot inwerkingtreding van een wet of AMvB wordt dus ook in het Staatsblad bekendgemaakt.

Daarnaast wordt hier soms in geplaatst een geconsolideerde tekst (de tekst van een bepaalde wet of AMvB zoals die dan luidt), voorafgegaan door een beschikking van de minister van Veiligheid en Justitie, houdende plaatsing in het Staatsblad van die tekst.

## Toelichting en citatie
Bij wetten wordt in het Staatsblad geen toelichting gegeven, de memorie van toelichting is Kamerstuk nummer 3, en eventuele wijzigingen in het wetsvoorstel kunnen ook een toelichting bevatten. Bij koninklijke besluiten staat vaak wel een "nota van toelichting" in het Staatsblad.
Een publicatie wordt aangeduid met "Staatsblad" of "Stb.", het kalenderjaar, en het nummer binnen het kalenderjaar, bijvoorbeeld voor de Zorgverzekeringswet:
Staatsblad 2005, 358
Indien van toepassing staat er het bijbehorende Kamerstuknummer bij, in dit geval "Kamerstuk 29 763". Tot enkele jaren geleden werden voor de behandeling in de Staten-Generaal uitgebreidere verwijzingen vermeld, met ook de vergaderjaren en de bladzijdenummers van de handelingen.

## Geschiedenis
Het Staatsblad verschijnt sinds 1815 en is de opvolger van het in 1813 en 1814 verschenen "Staatsblad der Vereenigde Nederlanden". De bekendmaking werd tot 1988 geregeld in het Besluit van 18 december 1813 (Stb. 1814, 1), betrekkelijk de daarstelling van een Staatsblad der Vereenigde Nederlanden.
Tot 1 juli 2009 was de officiële versie die op papier. Sinds 1 juli 2009 worden officiële bekendmakingen alleen via internet gepubliceerd. De nieuwe wijze van bekendmaking is geregeld in de Wet elektronische bekendmaking (Stb. 2008, 551).
Van 1940 - 1945 was er een versie van het Londens kabinet en een versie vanuit bezet Nederland, met handhaving van de naam Staatsblad van het Koninkrijk der Nederlanden. Ook was er het Verordeningenblad voor het bezette Nederlandsche gebied van het Duits bestuur in Nederland tijdens de Tweede Wereldoorlog, met in kolommen naast elkaar de Duitse en Nederlandse tekst. Het Verordeningenblad bevatte onder meer verordeningen van de rijkscommissaris voor het bezette Nederlandsche gebied Seyss-Inquart, en verordeningen en besluiten van secretarissen-generaal. Deze hadden in het bezette gebied kracht van wet. Bestaande Nederlandse wetten bleven gelden voor zover ze niet in strijd waren met de nieuwe verordeningen en besluiten. Enkele besluiten behelsden ook expliciete wijzigingen van een bestaande Nederlandse wet.
Veel besluiten stonden zowel in de bezettersversie van het Staatsblad als in het Verordeningenblad, met verschillende nummers.
De Londense en naoorlogse staatsbladen van 1940 t/m 1950 hadden ook per jaar een letter, A voor het restant van 1940, t/m K voor 1950. Daarmee zijn ze ook te onderscheiden van de staatsbladen van opperbevelhebber Henri Winkelman, aangegeven met de letter O, en die uitgegeven onder Seyss-Inquart, aangegeven met de letter S.
Het Besluit bezettingsmaatregelen (Stb. E 93) van 17 september 1944 bevatte een lijst A van regelingen die geacht werden nooit te hebben bestaan (ze vervielen met terugwerkende kracht, ze waren nietig), een lijst B van regelingen die bij de bevrijding vervielen, en een lijst C van regelingen die voorlopig werden gehandhaafd. Zie ook de gehandhaafde wetten van de Duitse bezetter. Het Besluit Herstel Rechtsverkeer (Stb. E 100) operationaliseerde de terugwerkende kracht van de regelingen op lijst A. Op lijst A stonden onder meer diverse anti-joodse regelingen, zoals de beide Liro-verordeningen.

## Het Staatsblad op internet
De Staatsbladen vanaf 1965 staan op officielebekendmakingen.nl. De pdf-versie is sinds 1 juli 2009 de authentieke bron, en heeft een url van de vorm
https://zoek.officielebekendmakingen.nl/stb-2023-499.pdf
De html-versie heeft afgezien van de bestandsextensie dezelfde url:
https://zoek.officielebekendmakingen.nl/stb-2023-499.html
Informatie over de publicatie heeft ook weer dezelfde url, maar dan zonder bestandsextensie:
https://zoek.officielebekendmakingen.nl/stb-2023-499
Van deze drie webpagina's linken de tweede en de derde elk naar de andere twee. Het pdf-bestand bevat geen links.
Staatsbladen van vóór 1965 zijn digitaal beschikbaar via Delpher (een website van de Koninklijke Bibliotheek), in de collectie "Tijdschriften" met als tijdschrifttitel "Staatsblad der Vereenigde Nederlanden" (1813-1815) en "Staatsblad van het Koninkrijk der Nederlanden" (vanaf 1816).